# Sistemas de detección y alarma de incendios

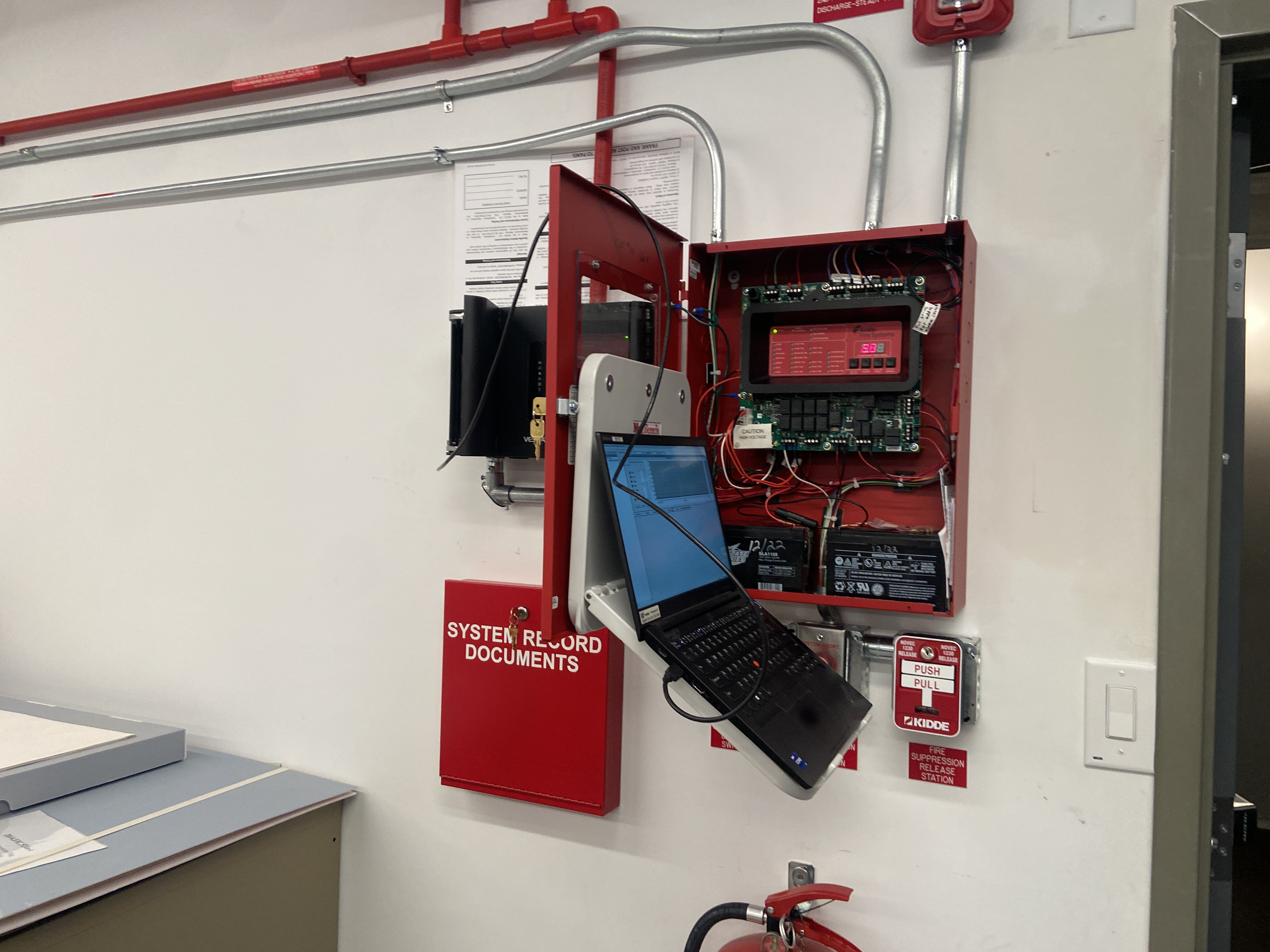
Panel de incendios Kidde con supresión de agente contra incendios de un museo.

Un sistema de alarma contra incendios está diseñado para detectar la presencia de la llama
, mediante la supervisión de los cambios ambientales asociados con la combustión. En general, un sistema de alarma contra incendios se clasifica según sea accionado automáticamente, accionado manualmente, o ambos. Los sistemas de alarma automática de incendios tienen la intención de notificar a los ocupantes del edificio para evacuar en caso de incendio u otra emergencia, informar del hecho a un lugar fuera de las instalaciones con el fin de llamar a los servicios de emergencia, y para preparar la estructura y sistemas asociados para controlar la propagación del fuego y del humo.

## Tipos de sistema contra incendios

### Según su utilidad
1. Los equipos de alerta: las sirenas, luces, alarmas y equipos manuales, tienen el objetivo de informar a las personas que se encuentran dentro de la estructura sobre el incendio, de esta manera podrán resguardarse.
2. Sistema de detección: Se encargan de avisar a través de las señales de temperatura y humo, es un equipo diseñado con tecnología avanzada.
3. Equipo de extinción, estos son empleados para atacar el fuego de manera directa, son los extintores, gabinetes, rociadores, entre otros.
4. Empleados para controlar el incendio rápido, este tipo de sistema contra incendios busca resguardar a las personas, realizar una evacuación eficaz a través de la ventilación mecánica.

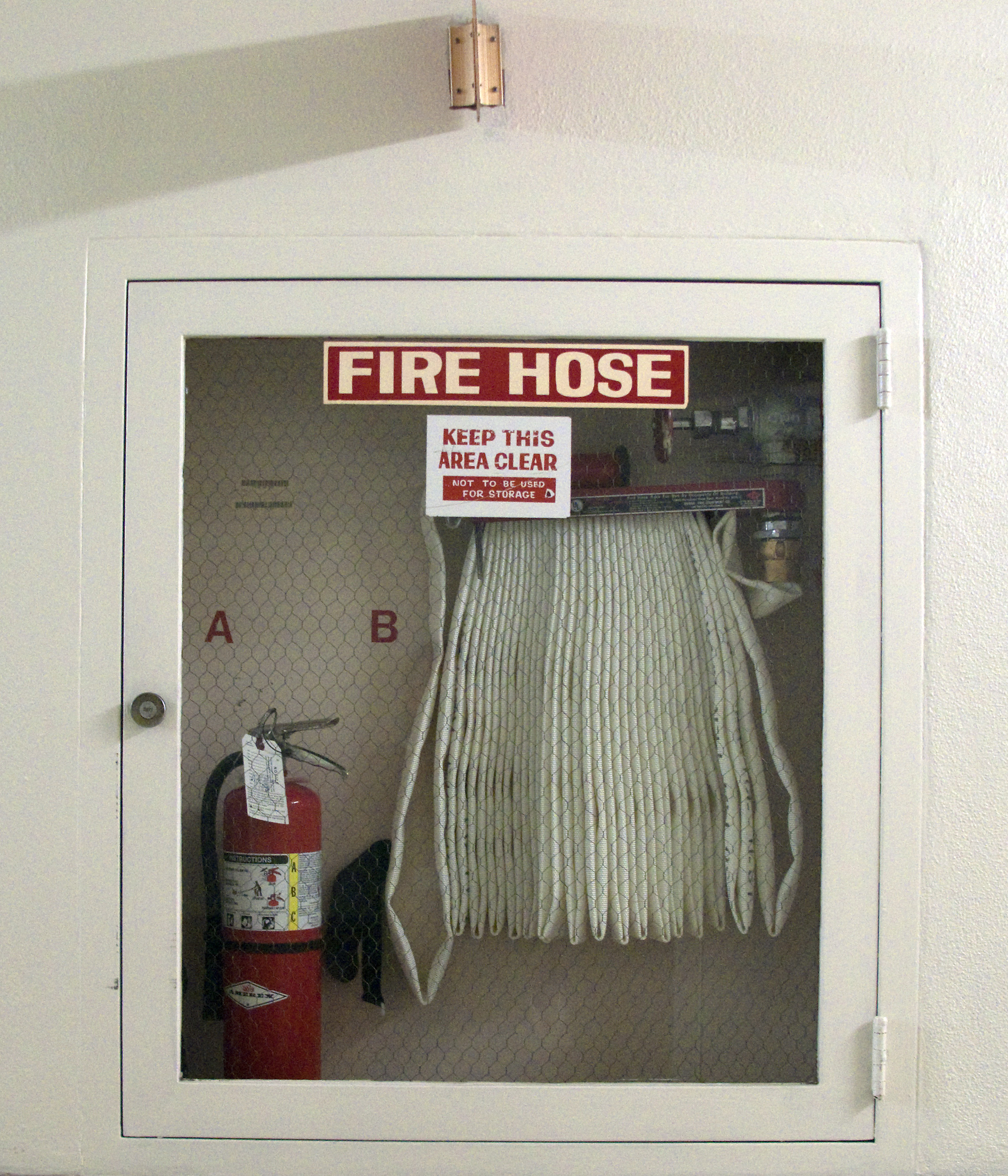
Manguera de incendios con extintor de polvo químico seco.

### Según su adaptación
1. Sistemas incorporados en la edificación: ventilación mecánica, equipos de detección de alarmas, redes ACI, entre otros.
2. Sistemas portátiles: monitores, extintores, mangueras, entre otros
3. Equipos de gran escala: moto bomba, camiones cisterna.

### Según el medio
1. Agua nebulizada, niebla, polvo químico, CO₂ , espuma a través de cañones, entre otros.

## Tipos de medidas de protección contra incendios

### Protección pasiva contra incendios
Son el conjunto de medidas que no requieren de acción a diferencia de la protección activa. No obstante, es fundamental para la protección contra incendios. Dentro de la protección pasiva se encuentra: la señalización, la ignifugación de objetos, división por medio de sellados, compuertas y cortafuegos, entre otros.

### Protección activa contra incendios
Son aquellos sistemas que realizan acciones en específico para prevenir un incendio. Dentro de la protección activa se encuentra: sistemas de detección, evacuación del personal, extintores, herramientas de protección contra incendio, sistemas de extracción de humo y programas de control de temperatura, entre otros.
La finalidad de la protección activa es dar alarma y actuar en consecuencia para prevenir un posible incendio. Esta protección suele dividirse en 3 secciones: detección, ventilación mecánica, supresión del fuego

## Partes
- Central de detección de incendio, este equipo es el encargado de supervisar todo el sistema de detección de incendios (detector de humo, detector de temperatura, estación manual, módulos) y activan el Dispositivo de Notificación acústico o Sirena cuando recibe una señal de alarma. también informa de averías cuando cualquier dispositivo presenta una avería.

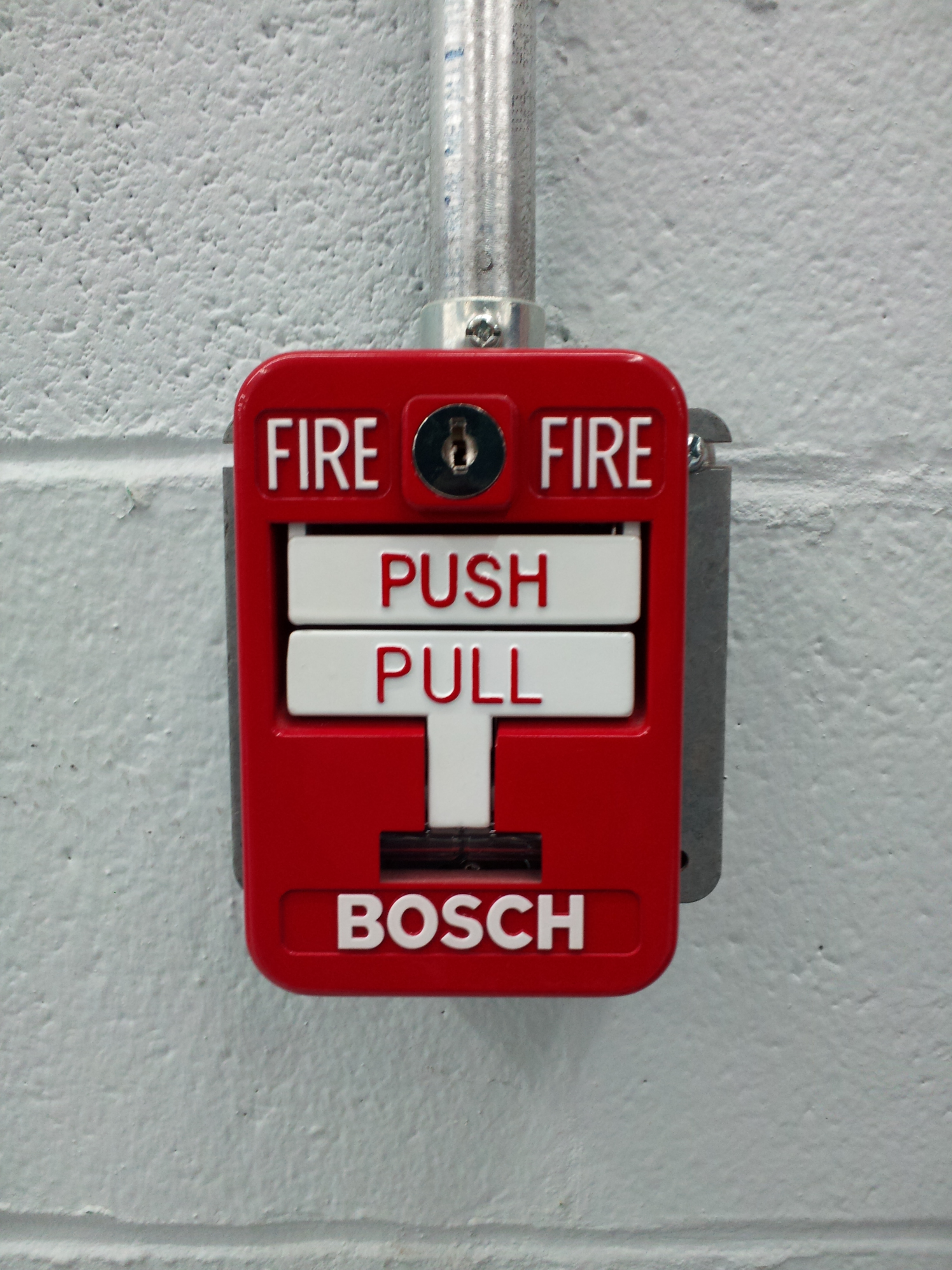
Estación manual Bosch.

### Tipos de centrales
- a) Centrales convencionales, este sistema supervisa ""zonas"" , a las cuales están conectados los detectores y otros dispositivos. La central informa cuando un dispositivo está activado o en avería. La notificación es por zona. La notificación no es individualizada.
- b) Centrales direccionables-convencionales o híbridos, estos equipos igual que los convencionales supervisa los dispositivos. Permiten conexionado en ""zonas"" clase B y/o ""lazos"" clase A y envían información de alarma o avería a la central. Estos equipos permiten identificar individualmente cada dispositivo del sistema pero no puede obtener información interna de cada dispositivo.
- c) Centrales direccionables e inteligentes, estas son las centrales de última generación que igualmente supervisan todos los elementos conectados a la central. Estas centrales generalmente utilizan conexiones en clase A y clase B.

Estos sistemas tienen la capacidad de identificar cada dispositivo del sistema y adicionalmente pueden hacer cambios de sensibilidad en los detectores de humo y temperatura; leer el porcentaje de suciedad; programar la secuencia de activación de las sirenas y relés. Tienen la capacidad de trabajar con software de monitoreo gráfico que identifica cada dispositivo del sistema.
- Fuentes de Alimentación y baterías

- Pulsador manual de alarma

- Detector de humo y Detector de temperatura

- Dispositivo de Notificación acústico o Sirena

- Módulos de entradas (inputs)

- Módulos de salida (outputs)

- Aisladores (Sistemas direccionables)

## Software de Monitoreo
En las grandes edificaciones están implantando software de monitoreo. (en inglés se conocen como BMS). Estos software tienen la capacidad de integrar muchos sistemas de seguridad electrónica como CCTV, sistemas de intrusión, sistema de acceso y también los sistema de detección de incendio.

## Plan de Evacuación
El sistema de detección de incendio hace parte del sistema de evacuación de una edificación. el objetivo del sistema de detección de incendios es informar en caso de emergencia para iniciar el protocolo de evacuación. El protocolo de evacuación debe estar diseñado y con responsables para que activen correctamente este proceso en caso de necesidad.